# Double Trouble (Frankie Miller)
| Recensione              | Giudizio |
| ----------------------- | -------- |
| AllMusic                | [ 3 ]    |
| Dizionario del Pop-Rock | [ 4 ]    |

Double Trouble è il quinto album di Frankie Miller, pubblicato dalla casa discografica Chrysalis Records nell'aprile del 1978.

## Tracce

### LP
Lato A
1. Have You Seen Me Lately Joan – 2:13 (Frankie Miller)
2. Double Heart Trouble – 3:23 (Andy Fraser)
3. The Train – 3:54 (Frankie Miller, Paul Carrack)
4. You'll Be in My Mind – 3:20 (Frankie Miller, Paul Carrack, Jack Douglas, Ray Russell)
5. Good Time Love – 5:00 (Frankie Miller, Paul Carrack)

Lato B
1. Love Waves – 2:57 (Frankie Miller, Paul Carrack)
2. (I Can't) Breakaway – 4:23 (Frankie Miller, Paul Carrack)
3. Stubborn Kind of Fellow – 3:01 (Marvin Gaye, William "Mickey" Stevenson, George Gordy Jnr.)
4. Love Is All Around – 4:59 (Andy Fraser)
5. Goodnight Sweetheart – 4:04 (James Hudson, Calvin Carter)

### CD
Edizione CD del 2004, pubblicato dalla Eagle Records (EAMCD 154)
1. Have You Seen Me Lately Joan – 2:13 (Frankie Miller)
2. Double Heart Trouble – 3:23 (Andy Fraser)
3. The Train – 3:51 (Frankie Miller, Paul Carrack)
4. You'll Be in My Mind – 3:30 (Frankie Miller, Paul Carrack, Jack Douglas, Ray Russell)
5. Good Time Love – 4:59 (Frankie Miller, Paul Carrack)
6. Love Waves – 2:56 (Frankie Miller, Paul Carrack)
7. (I Can't) Breakaway – 4:20 (Frankie Miller, Paul Carrack)
8. Stubborn Kind of Fellow – 3:07 (Marvin Gaye, William "Mickey" Stevenson, George Gordy Jnr.)
9. Love Is All Around – 4:51 (Andy Fraser)
10. Goodnight Sweetheart – 4:06 (Ray Noble, Jimmy Campbell, Reg Connelly)
11. (I Can't) Breakaway – 4:40 (Frankie Miller, Paul Carrack) – Traccia bonus - Live
12. Love Waves – 2:59 (Frankie Miller, Paul Carrack) – Traccia Bonus - Live
13. Good Time Love – 5:14 (Frankie Miller, Paul Carrack) – Traccia bonus - Live
14. Have You Seen Me Lately Joan – 2:16 (Frankie Miller) – Traccia bonus - Live
15. Double Heart Trouble – 3:55 (Andy Fraser) – Traccia bonus - Live
16. Stubborn Kind of Fellow – 3:15 (Marvin Gaye, William "Mickey" Stevenson, George Gordy Jnr.) – Traccia bonus - Live
17. Goodnight Sweetheart – 4:47 (Ray Noble, Jimmy Campbell, Reg Connelly) – Traccia bonus - Live

- Durata brani ricavati dal CD pubblicato dalla Air Mail Archive (AIRAC-1259)

## Musicisti
- Frankie Miller – voce, arrangiamento
- Paul Carrack – piano, organo, accompagnamento vocale, cori di sottofondo
- Ray Russell – chitarre elettriche
- Chrissy Stewart – basso
- B. J. Wilson – batteria
- Chris Mercer – sassofono tenore, sassofono baritono, arrangiamento strumenti a fiato
- Martin Drover – tromba, flicorno
- Stephen Tyler – accompagnamento vocale, cori di sottofondo
- Richard Supa – accompagnamento vocale, cori di sottofondo
- Karen Lawrence – accompagnamento vocale, cori di sottofondo
- Lonnie Groves – accompagnamento vocale, cori di sottofondo
- Eric Troyer – accompagnamento vocale, cori di sottofondo

Note aggiuntive
- Jack Douglas – produttore (per la Waterfront Productions Ltd), arrangiamento
- Registrazioni effettuate al The Record Plant di New York City, New York[5]
- Lee De Carlo – ingegnere delle registrazioni
- Nigel Walker e Sam Ginsberg – assistenti ingegnere delle registrazioni
- Graham Hughes – foto copertina album originale
- Alan Waldie – design copertina album originale
- Peter Wagg – art direction copertina album originale[6]